# منصور الراشد بالله
أمِيرُ اَلْمُؤْمِنِين وَخَلِيفَةُ المُسْلِمِين أبُو جَعْفَر المَنْصُور الرَّاشِد بالله بن الفَضْل المُسْتَرشِد بالله بن أحمَد المُسْتَظْهِر بن عَبد الله المُقْتَدي بن مُحَمَّد ذخيرةُ الدين بن عَبدُ الله القائم اَلْعَبَّاسِي اَلْهَاشِمِيِّ اَلْقُرَشِيِّ (502 - 532 هـ / 1109 - 1138 م)، المعرُوف اختصارًا باسم الرَّاشِد أو الرَّاشِد بالله، هو الخليفة الثَّلاثُون من خُلفاء بَني العبَّاس.
بويع الرَّاشِد بالخلافة بعد أبيه المسترشد بالله في 17 من ذي القعدة سنة 529هـ. وحاول الخليفة الراشد بن الخليفة المسترشد الثأر لأبيه المقتول، ولكن السلطان السلجوقي مسعود بن محمد بن ملكشاه سار إلى بغداد وحاصرها وأرغم الخليفة على الهرب إلى الموصل والاحتماء بعماد الدين زنكي وعندها جمع مسعود القضاة والشهود وكتب محضرا بخلعه. خلع من الخلافة في رمضان سنة 530هـ. ثم قتل على أبواب أصبهان في سنة 532 للهجرة.